# Emanuel Tapia

## Trayectoria
Se inició en el Atlas, en segunda en 2007. Pasó por varios equipos como Cuervos Negros de Zapotlanejo, Cachorros de la UDG, Potrillos soccer, Deportivo Cuitzeo FC, Guamúchil y Bachilleres El Chamizal. 
En 2012 llegó a Querétaro. También fue cedido a Delfines de Segunda, para luego pasar al Altamira. Para el Torneo Clausura 2014 es presentado como jugador de Unión de Curtidores de cara al próximo torneo.
En 2015, fue jugador de Murciélagos FC. En el torneo apertura de ese año quedó aún campeón de goleo en la liga de ascenso para posteriormente en 2017 irse al fútbol chapin para el equipo de suchitepequez donde tuvo una muy buena participación y seguir su carrera como futbolista en la liga mayor de aquel país y actualmente se encuentra jugando para el equipo de quiché de la
Primera división de Guatemala

## Clubes
| Club                 | País      | Año       |
| -------------------- | --------- | --------- |
| Querétaro FC         | México    | 2012      |
| Delfines del Carmen  | México    | 2013      |
| Altamira FC          | México    | 2013      |
| Unión de Curtidores  | México    | 2014      |
| Club Irapuato        | México    | 2014-2015 |
| Murciélagos FC       | México    | 2015      |
| CSD Suchitepéquez    | Guatemala | 2017      |
| Deportivo Guastatoya | Guatemala | 2018-2019 |